# John Rankin (Fußballspieler)
John Rankin (* 27. Juni 1983 in Bellshill, Schottland) ist ein schottischer ehemaliger Fußballspieler und heutiger -trainer.
Rankin wurde meistens im zentralen oder offensiven Mittelfeld eingesetzt. Zwischen 2000 und 2003 spielte er in der Jugend von Manchester United und war auch zeitweise im Profikader, kam aber nie zu einem Einsatz. 2003 wechselte er in die zweite schottische Liga zu Ross County. 2006 erfolgte der Wechsel zu Inverness Thistle. Von Januar 2008 bis 2011 spielt der Schotte in der ersten schottischen Liga bei Hibernian Edinburgh. Am 17. Mai 2011 unter schrieb er einen Zweijahresvertrag bei Dundee United. Im Sommer 2016 wechselte er zum FC Falkirk, um sich bereits im Januar 2017 dem nächsten Club, Queen of the South, anzuschließen. Im Sommer 2020 wechselte Rankin noch einmal zum Clyde FC und beendet dort seine Karriere.

## Trainertätigkeit
Seit Sommer 2022 ist Rankin Trainer von Hamilton Academical.